# 1934-es közép-európai kupa
Az 1934-es közép-európai kupa a Közép-európai kupa történetének nyolcadik kiírása volt. A sorozatban Ausztria, Csehszlovákia, Magyarország és Olaszország képviseltette magát 4-4 csapattal.A csapatok kupa rendszerben 2 mérkőzésen döntötték el a továbbjutást. Ha az összesítésben ugyanannyi gólt szereztek a csapatok a párharcokban, akkor egy újabb összecsapáson dőlt el a továbbjutó kiléte.
A kupát a Bologna FC 1909 nyerte el, története során második alkalommal.

## Nyolcaddöntő
| 1. csapat                | Össz. | 2. csapat                | 1. mérk. | 2. mérk. |
| ------------------------ | ----- | ------------------------ | -------- | -------- |
| Ferencvárosi TC          | 10–1  | Floridsdorfer AC         | 8–0      | 2–1      |
| SK Kladno                | 4–3   | FC Internazionale Milano | 1–1      | 3–2      |
| Bologna FC 1909          | 3–2   | Bocskai FC               | 2–0      | 1–2      |
| SK Slavia Praha          | 2-4   | SK Rapid Wien            | 1–3      | 1–1      |
| FK Austria Wien          | 2–4   | Újpest FC                | 1–2      | 1–2      |
| Juventus FC              | 5–2   | Teplicky FK              | 4–2      | 1–0      |
| FC Admira Wacker Mödling | 2–21  | SSC Napoli               | 0–0      | 2–2      |
| MTK Budapest FC          | 6-62  | AC Sparta Praha          | 4–5      | 2–1      |
| MTK Budapest FC          | 3-33  | AC Sparta Praha          | 2–1      | 1–2      |

- 1 Mivel az összesített eredmény 2–2 lett, a szabályok értelmében újrajátszást (3. mérkőzést) rendeltek el, melyet 5-0-ra az Admira Wacker nyert meg.
- 2 Mivel az összesített eredmény 6–6 lett, a szabályok értelmében újrajátszást (3. mérkőzést) rendeltek el, melyet 5-2-re a Sparta Praha nyert meg, azonban az MTK megóvta a mérkőzést Ferdinand Faczinek jogtalan szerepeltetése miatt. A KK bizottsága úgy döntött, semmissé teszi a két csapat között eddig lejátszott három mérkőzést, a továbbjutás kérdését további mérkőzések döntötték el.
- 3 Mivel az összesített eredmény ismét döntetlen lett, a szabályok értelmében újrajátszást (3. mérkőzést) rendeltek el, amely 1-1-re végződött, a párharc győzteseként a Sparta Praha került ki, pénzfeldobás után.

## Negyeddöntő
| 1. csapat                | Össz. | 2. csapat       | 1. mérk. | 2. mérk. |
| ------------------------ | ----- | --------------- | -------- | -------- |
| Ferencvárosi TC          | 7–4   | SK Kladno       | 6-0      | 1–4      |
| Újpest FC                | 2–4   | Juventus FC     | 1–3      | 1–1      |
| Bologna FC 1909          | 7–5   | SK Rapid Wien   | 6–1      | 1–4      |
| FC Admira Wacker Mödling | 6-3   | AC Sparta Praha | 4–0      | 2–3      |

## Elődöntő
| 1. csapat                | Össz. | 2. csapat       | 1. mérk. | 2. mérk. |
| ------------------------ | ----- | --------------- | -------- | -------- |
| Ferencvárosi TC          | 2–6   | Bologna FC 1909 | 1–1      | 1–5      |
| FC Admira Wacker Mödling | 4–3   | Juventus FC     | 3–1      | 1-2      |

## Döntő
| 1. csapat                | Össz. | 2. csapat       | 1. mérk. | 2. mérk. |
| ------------------------ | ----- | --------------- | -------- | -------- |
| FC Admira Wacker Mödling | 4–7   | Bologna FC 1909 | 3–2      | 1–5      |